# Penta-erytritoltetranitraat
Penta-erytritoltetranitraat (doorgaans afgekort tot PETN), ook bekend als pentriet is een van de krachtigste explosieven met een relatieve effectiviteitsfactor (RE-factor) van 1,66. Het is het 4-voudige nitraatester van penta-erytritol.

## Geschiedenis
PETN werd voor het eerst gesynthetiseerd in 1891 door Bernhard Tollens en P. Wiegand, door verestering van penta-erytritol met salpeterzuur. Na patentering door de Duitse regering werd in 1912 met de productie begonnen.
PETN werd door het Duitse leger gebruikt in de Eerste Wereldoorlog.

## Synthese
De productie van PETN vindt plaats door verestering van penta-erytritol, met een mengsel van geconcentreerd salpeterzuur en zwavelzuur. De ICI-methode geniet de voorkeur: hierbij wordt alleen gebruikgemaakt van geconcentreerd salpeterzuur (>98%):
{\displaystyle \mathrm {C(CH_{2}OH)_{4}\ +\ 4\ HNO_{3}\longrightarrow \ C(CH_{2}ONO_{2})_{4}\ +\ 4\ H_{2}O} }
Wanneer meerdere zuren worden gebruikt kunnen instabiele zwavelhoudende nevenproducten (zwavelzuuresters en alifatische sulfonzuren) gevormd worden.

## Toepassingen
PETN wordt gebruikt als explosief en het is minder schok- en wrijvingsbestendig dan TNT en tetryl.
Het wordt hoofdzakelijk gebruikt als een versterkerlading en voor het ontsteken van klein kaliber ammunitie, in detonators bij sommige landmijnen, in granaten en als explosieve kern in slagsnoer. PETN is ook een van de stoffen in het plastisch explosieve materiaal Semtex.
PETN werd volgens de Amerikaanse FBI gebruikt bij de aanslag op Northwest Airlines-vlucht 253 door de 23-jarige Nigeriaan Umar Farouk Abdulmutallab, op 25 december 2009. Ook Richard Reid, die in 2001 een vliegtuig wilde opblazen met explosieven in zijn schoenen, gebruikte PETN. Op 30 oktober 2010 werden verschillende vluchten van UPS en Fedex aan de grond gehouden na de vondst van PETN in printercartridges. Bij de gewelddadige overval op een Brink's-filiaal in Amsterdam Zuid-Oost op 29 juni 2011 werd ook pentriet gebruikt. Bij een grootschalige pieperaanslag in Libanon en Syrië op 17 september 2024 was minder dan 20 gram pentriet op de batterijen van de piepers aangebracht.

### Gebruik als geneesmiddel
Andere niet-explosiefgerelateerde toepassingen zijn die voor het verwijden van bloedvaten (vasodilatatie) vergelijkbaar met nitroglycerine. Een geneesmiddel voor hartziekten, Lentonitraat, bevat PETN. Tabletten zijn overal ter wereld in de handel geweest als geneesmiddel bij angina pectoris. De farmaceutische benaming in Nederland was pentanitrolum. De dosering liep uiteen van 10 tot 60 mg, 3 tot 4 maal per dag. In Nederland was de merknaam Pentrit. Er waren ook generieke tabletten in de handel. Pharmachemie had een registratie voor pentanitrolum comp, bevattende 30 mg pentanitrolum en 0,5 mg nitroglycerine. Veel geneesmiddelen (zoals ook nitroglycerine) leiden een dubbelleven als springstof en als hartmedicijn. Apotheken hadden als grondstof een verwrijving met melksuiker op de plank staan van 1:5 (20%). De verwrijving is noodzakelijk omdat de grondstof na schokken of blootstelling aan hitte kan ontploffen. Pentanitrolum raakte uit de gratie door het nieuwere isosorbidedinitraat, onder andere als Cedocard, in de handel.